# Il racconto dell'apparitore
Il racconto dell'apparitore (The Summoner's Tale) è l'ottava novella scritta da Geoffrey Chaucer ne I racconti di Canterbury.
Poiché nel racconto precedente il frate ha preso in giro la categoria cui egli appartiene, ora l'apparitore contraccambia raccontando una novella che sbeffeggia i frati.

## Trama

### Prologo
L'apparitore premette al suo racconto un breve prologo, in cui racconta di un frate che ha una visione sui supplizi infernali che toccano ai frati corrotti.

### Racconto
Un frate predica e mendica in una paludosa zona dello Yorkshire chiamata Holderness. Qui chiede donazione per la chiesa casa per casa, finché non bussa alla porta di Thomas, storico donatore che questa volta giace malato a letto. La moglie del padrone racconta al frate che la coppia ha appena perso loro figlio e il frate risponde di aver avuto una visione in cui il bambino di Thomas era assunto in paradiso. Aggiunge anche che la sua parola è molto affidabile, poiché essendo un frate vive in povertà ed è quindi più vicino a Dio. Dice anche che la malattia di Thomas è causata dalla sua tirchieria nelle donazioni. Thomas non accetta la critica del frate, sostenendo anzi di essere un donatore generoso. Ricorrendo a un lungo sermone, il frate chiede a Thomas dei soldi per costruire un monastero e l'uomo, infastidito dall'ipocrisia del religioso, gli promette una lauta donazione a condizione che il frate la spartisca in ugual misure con i suoi confratelli.
Il frate accetta e Thomas gli dice di prendersi il suo regalo, nascosto dove il malato siede. Il frate allora allunga le mani per prendere il dono da sotto le natiche di Thomas, che lo ricompensa con un sonorissimo peto. Il frate si infuria e minaccia vendetta, ma viene cacciato di casa dai servi prima che possa trasformare le parole in azioni. il frate si reca dal signorotto locale e gli racconta l'umiliazione subita, chiedendosi anche come farà a dividere il peto con gli undici confratelli. Lo scudiero del nobile risponde di far allineare gli altri frati intorno alla ruota di un carro e, fatto questo, il frate si dovrà sedere al centro della ruota ed emettere un peto che i suoi confratelli potranno annusare ciascuno da un raggio della ruota, dividendosi così tra loro la flatulenza del confratello.

## Fonti
Le fonti letterarie della novella sono il fabliau di Jacques de Baisieux Li Dis de la Vescie a Prestre, da cui Chaucer prende l'idea della flatulenza del frate, e il Dialogus magnus visionum et miraculorum di Cesario di Heisterbach.

## Commento
La novella, che segue il racconto del frate, ironizza sulla tendenza dei frati di elemosinare oltre misura e arricchirsi nonostante il voto di povertà. L'apparitore risponde così al frate che nella novella precedente aveva criticato aspramente la sua professione; ma, così facendo, l'apparitore preferisce contrattaccare piuttosto che difendere la propria attività lavorativa. In questo modo, sia l'apparitore che il frate diventano oggetto di ridicolo nell'opera di Chaucer, dato che entrambi non riescono a giustificare la correttezza di quello che fanno e sprofondano entrambi nel ridicolo.